# Raúl Vicente Amarilla Vera
Raúl Vicente Amarilla Vera (Luque (Paraguai), 19 de juliol de 1960) és un antic futbolista paraguaià de la dècada de 1980.

## Trajectòria
Començà a l'Sportivo Luqueño amb 17 anys. El 1980 fitxà pel Saragossa, que el cedí al Racing de Santander per la temporada 1980-81. Retornà al Saragossa i arribà a ser convocat per la selecció espanyola sots 21. El 1985 fou fitxat pel FC Barcelona, on jugà fins a 1988. Retornà a Amèrica per jugar al Club Olimpia de Asunción i al club América de Mèxic. Retornà a l'Olimpia el 1990, i guanyà la Copa Libertadores, la Supercopa i la Recopa Sud-americana. Gràcies a aquesta extraordinària campanya fou votat futbolista americà de l'any. Finalitzà la seva carrera al Japó a Yokohama Flügels.

## Palmarès
- Lliga espanyola:
  - 1984-85
- Copa espanyola:
  - 1987-88
- Lliga paraguaiana de futbol:
  - 1988, 1993
- Copa Libertadores:
  - 1990
- Supercopa Sud-americana:
  - 1990
- Recopa Sud-americana:
  - 1990